# 亞豐索·利古里

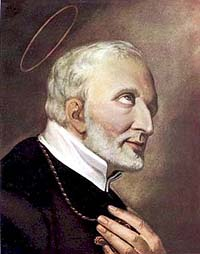
亞豐索·利古里畫像

亞豐索·利古里 （義大利語：Alfonso Liguori，1696年9月27日—1787年8月1日），或稱聖亞豐索，義大利天主教主教、精神作家、作曲家、音樂家、藝術家、詩人、律師、經院哲學家和神學家。他于1732年11月創立了贖世主會。
1762年，他被任命為主教。作為一位多產的作家，他一生中出版了九版《道德神學》，此外還出版了其他虔誠和苦行作品和信件。他最著名的作品是《聖母瑪利亞的榮耀》和《十字架之路》，後者在四旬齋期間仍在教區中使用。
1839年，他被教宗額我略十六世封為聖人，1871年，他被教宗庇護九世封為教會聖師。

## 贖世主會
1732年11月9日，他創立了贖世主會。當時瑪利亞·塞萊斯特·克羅斯塔羅薩修女告訴他，她得到啟示，他就是天主選擇創立該修會的人選。他創立了這個教會，致力於在城市和鄉村傳播民眾使命。其目標是在城市貧民窟和其他貧困地區進行教學和傳道。他們也反對詹森主義，這是一種宣揚過度道德嚴苛主義的異端邪說：「應該將懺悔者視為需要拯救的靈魂，而不是需要懲罰的罪犯」。據說他從未拒絕赦免懺悔者。他創立贖主會的目的就是要向缺乏信仰照顧的窮人和知識程度低落的人士宣講福音，就像救贖主耶穌基督生前所作的一樣。為了教會禮儀的需要和提高教友的信仰熱忱，亞豐索還譜写许多聖歌，配以詩詞，流传至今。